# Rambla de la Vídua
Pour les articles homonymes, voir Rambla.

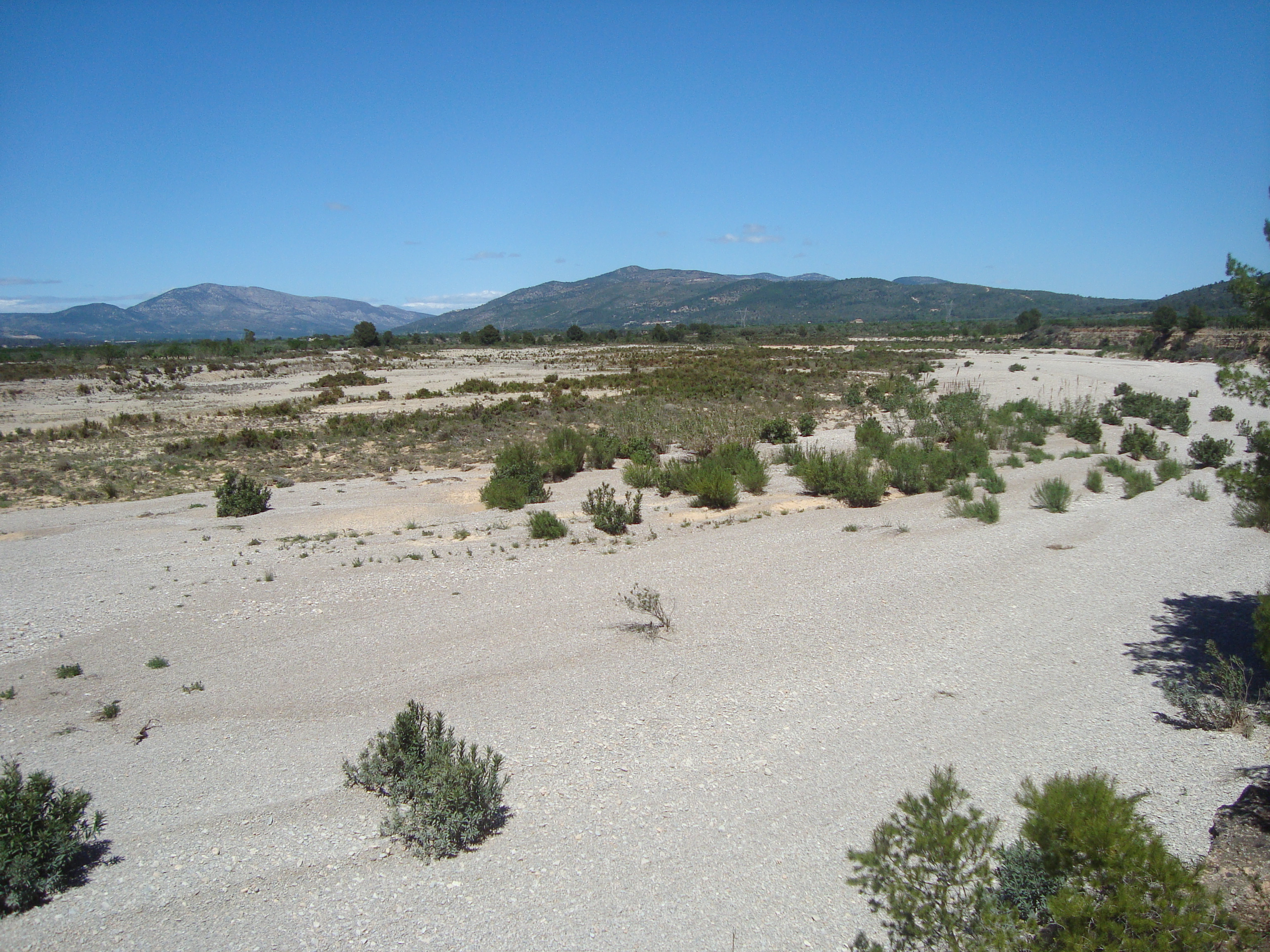
Rambla de la Viuda a la altura de La Barona.

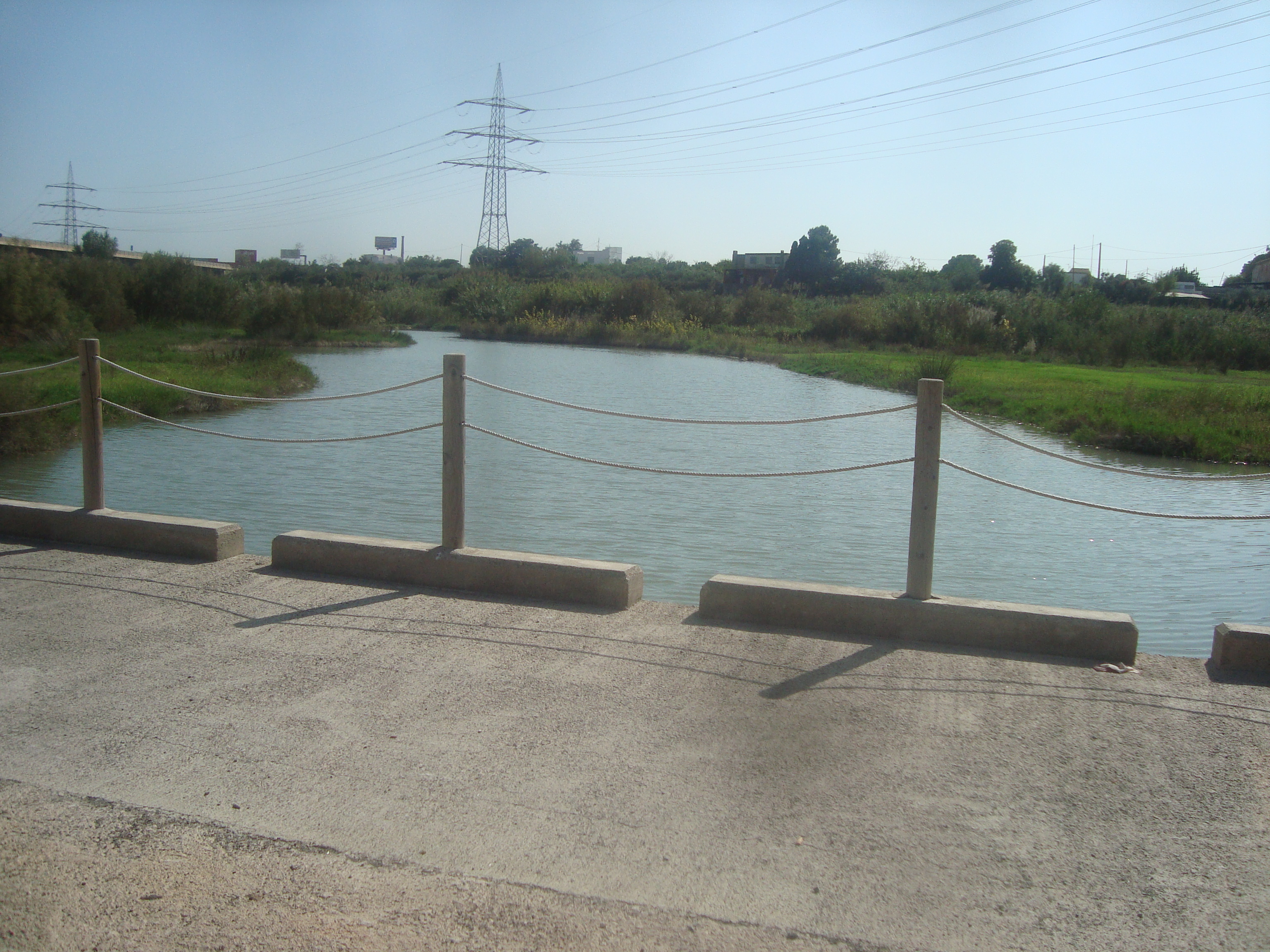
Tramo final de la Rambla de la Viuda.

La Rambla de la Vídua (en catalan, rambla de la Viuda en espagnol) est un torrent au débit discontinu de l'intérieur de la province de Castellón. Elle naît de la confluence du riu Montlleó avec la rambla Carbonera à la hauteur de Culla, la Serra d'en Galceran et les Useres, et débouche sur le territoire d'Almassora dans le riu Millars à quelques kilomètres de la mer Méditerranée.
Son bassin hydrographique est très vaste (1 510 km2), s'étendant en direction nord-sud, à travers des montagnes littorales de la province de Castellón. Il concerne les comarques de l'Alt Maestrat, l'Alcalatén et la Plana Alta.
Dans le bassin de cette Rambla, le niveau phréatique général reste plus bas que son lit, car il se produit une forte infiltration qui laisse le lit à sec sauf lors des grandes tempêtes de l'automne.
Le barrage de Maria Cristina sert de point de rencontre entre cette rambla et le riu de l'Alcora.
Ses principaux affluents sont:
- Riu Montlleó.
- Rambla Carbonera.
- Rambla de Cabanes.
- Riu de l'Alcora.